# Paepalanthus plantaginoides
Paepalanthus plantaginoides är en gräsväxtart som först beskrevs av Nicaise Auguste Desvaux och William Hamilton och som fick sitt nu gällande namn av Friedrich August Körnicke.
Paepalanthus plantaginoides ingår i släktet Paepalanthus och familjen Eriocaulaceae. Artens utbredningsområde är Guyana. Inga underarter finns listade i Catalogue of Life.